# Birkir Már Sævarsson
En aquest nom islandès, el darrer nom és un patronímic, no pas un cognom. La manera de referir-se a aquesta persona és pel nom de pila.
Birkir Mar Sævarsson (Reykjavík, l'11 de novembre de 1984) és un futbolista islandès que actualment juga al Hammarby de Suècia.És internacional amb Islàndia